# フォラウ・ファインガア
フォラウ・ファインガア（Folau Fainga'a、1995年5月5日 - ）は、トップ14ASMクレルモン・オーヴェルニュに所属するラグビーユニオン選手。

## プロフィール
- オーストラリア・シドニー出身。
- ポジションはフッカー(HO)。
- 身長 179cm、体重 107kg[1]
- U20オーストラリア代表に選ばれたことがある[2]。
- オーストラリア代表キャップは28（2024年10月現在）でラグビーワールドカップ2019のオーストラリア代表に選ばれた[3]。

## 略歴
シドニー大学卒業後、NSWカントリー・イーグルス、キャンベラ・ヴァイキングスを経て、2018年、ブランビーズに加入。
2022年、フォースに加入。 
2023年、ASMクレルモンに加入。